# Шелохвостов, Иван Юрьевич
Ива́н Ю́рьевич Шелохвостов (10 июля 1978, Новосибирск — 4 февраля 2003, Аргун, Чечня) — российский военнослужащий внутренних войск МВД России, капитан; Герой Российской Федерации (8.07.2003, посмертно).

## Биография
К окончанию школы стал кандидатом в мастера спорта по боксу. В 2000 г. окончил Новосибирский военный институт внутренних войск, служил в отряде специального назначения ВВ МВД России «Витязь».
Был в командировках на Северном Кавказе в 2000 г. и с февраля 2002 г.
В январе 2003 года в ходе проведённых спецопераций в населённых пунктах Мескер-Юрт, Аргун, Шали, Старые Атаги, Чири-Юрт группа И. Шелохвостова задержала 6 человек по подозрению в причастности к бандитским группам, изъяла 12 единиц огнестрельного оружия, более 5 тысяч единиц боеприпасов к стрелковому оружию, 12 ручных гранат.
4 февраля 2003 года при проведении специальной операции по уничтожению боевиков в Аргуне штурмовая группа И. Шелохвостова подверглась обстрелу боевиками. Группа атаковала дом, занятый вооружёнными бандитами, И. Шелохвостов огнём из своего автомата уничтожил двух боевиков, был ранен осколками гранаты. Приказав подчинённым эвакуировать раненых и отходить к основным силам отряда, остался прикрывать отход группы. Во время перестрелки от разрывов гранат взорвался баллон с бытовым газом, начался пожар. Попытку бандитов вырваться из горящего здания И. Шелохвостов пресекал метким огнём. Когда закончились патроны, он выдернул чеку последней гранаты и погиб, уничтожив 14 боевиков.
Указом Президента Российской Федерации от 8 июля 2003 г. № 750 за мужество и героизм, проявленные при исполнении воинского долга, старшему лейтенанту Шелохвостову Ивану Юрьевичу присвоено звание Героя Российской Федерации (посмертно).
Похоронен на Заельцовском кладбище в Новосибирске. Через несколько дней после похорон в часть пришёл приказ о присвоении И. Шелохвостову воинского звания «капитан».

### Семья
Мать — Светлана Михайловна.
Жена — Елена;
- сын — Иван (род. 22.03.2003)[5].

## Награды
- медаль «Золотая Звезда» Героя России (№ 792; 8.7.2003)
- медаль «За отвагу»[5]
- медаль Суворова[5]
- медаль «За воинскую доблесть»[5].

## Память

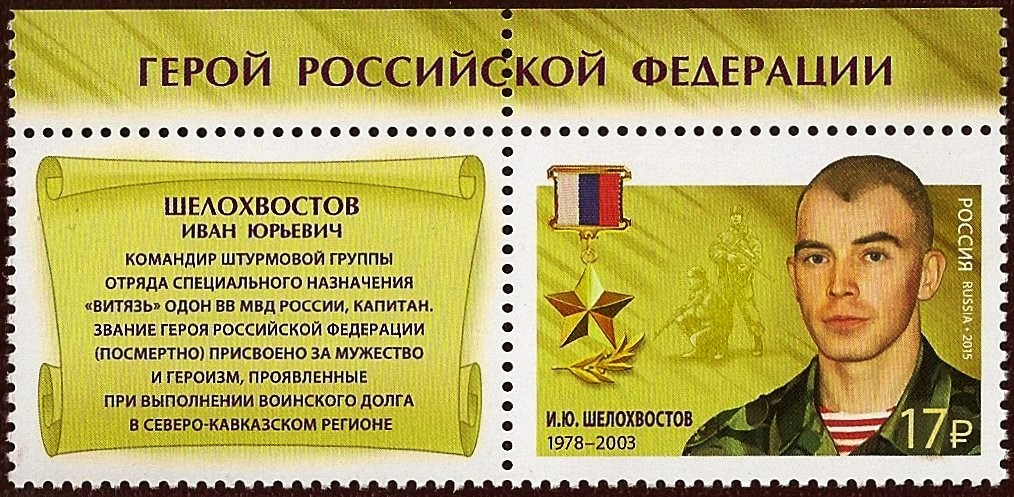
Почтовая марка России. 2015 г.

- Имя И. Шелохвостова носит 10 кадетский класс школы № 1420 г. Москва

- И. Шелохвостов навечно зачислен в списки воинской части № 3179 ОДОН ВВ МВД России[6].
- Имя И. Шелохвостова носит школа № 105 Калининского района[5][7][8].
- Имя И. Шелохвостова увековечено на памятнике воинской славы у школы № 105 Калининского района[5].
- Памяти И. Шелохвостова посвящён турнир по рукопашному бою в Центре спецназа московской полиции[9].
- 5 ноября 2015 года почтой России была выпущена почтовая марка из серии «Герой Российской Федерации» с изображением И. Ю. Шелохвостова. К выпуску марки также был подготовлен конверт первого дня и штемпель первого дня для Москвы.